# SuperSanremo '94
SuperSanremo '94 è un album compilation, pubblicato dall'etichetta discografica Columbia nel febbraio 1994.
Si tratta di uno dei due album contenenti brani partecipanti al Festival di Sanremo 1994.
La raccolta è composta da 2 dischi, ciascuno dei quali contiene 12 tracce.
Dei 24 brani, 13 sono stati proposti nella manifestazione da artisti della sezione "Campioni", altri 9 da artisti della sezione "Nuove Proposte", uno dalla co-conduttrice Anna Oxa, mentre il rimanente è la sigla del Festival.

## Tracce

### CD 1
1. Strani amori - Laura Pausini
2. Amare amare - Andrea Mingardi
3. Ricordi del cuore - Antonella Arancio
4. Di notte specialmente - Donatella Rettore
5. E poi - Giorgia
6. Una vecchia canzone italiana - Squadra Italia
7. La casa dell'imperatore - Formula 3
8. Oppure no - Alessandro Bono
9. Propizziu ventu - Paideja
10. Non spegnere i tuoi occhi - Joe Barbieri
11. Cuore cuore - Paola Angeli
12. Donna con te (versione 1993) - Anna Oxa

### CD 2
1. Amici non ne ho - Loredana Bertè
2. L'ascensore - Carlo Marrale
3. Statento! - Francesco Salvi
4. Fuori - Irene Grandi
5. Napoli - Franco Califano
6. I giardini d'Alhambra - Baraonna
7. I soliti accordi - Enzo Jannacci e Paolo Rossi
8. Terra mia - Mariella Nava
9. Io e il mio amico Neal - Daniela Colace
10. Il mondo è qui - Francesca Schiavo
11. Se mi ami - Claudia Mori
12. La gente che canta - Orchestra e coro diretti da Pippo Caruso